# Gran Premi Jurmala
El Gran Premi Jurmala fou una cursa ciclista d'un dia que es disputà a Jurmala (Letònia) entre el 2011 i el 2013. Formà part del calendari de l'UCI Europa Tour amb una categoria 1.2 els dos primers anys i 1.1 el darrer.

## Palmarès
| Any  | Guanyador         | Segon              | Tercer        |
| ---- | ----------------- | ------------------ | ------------- |
| 2011 | Jaan Kirsipuu     | Ioánnis Tamourídis | Andzs Flaksis |
| 2012 | Rafael Andriato   | Leonid Krasnov     | Emils Liepins |
| 2013 | Francesco Chicchi | Rafael Andriato    | Rico Rogers   |